# Nyborgvej (Faaborg)
 Nyborgvej er en omfartsvej der går øst om Faaborg. Vejen er en del af primærrute 8 der går imellem Tønder og Nyborg.
Omfartsvejen er med til at få færgetrafikken der skal til Bøjden Færgehavn uden om Faaborg Centrum, så byen ikke blev belastet af for meget tung trafik.
Vejen forbinder Hornelandevej i vest med Nyborgvej i øst, og har forbindelse til Assensvej og Odensevej.  